# Aída Olivier

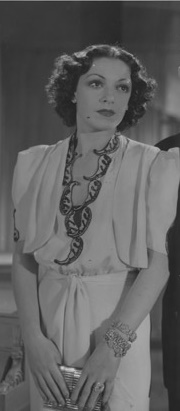
Aída Olivier

Aída Olivier (1911, Buenos Aires - 2 tháng 8 năm 1998, Buenos Aires) là một vũ công, vedette (một dạng nữ chính trong các sự kiện) đồng thời là nữ diễn viên điện ảnh và sân khấu người Argentina.

## Tiểu sử
Olivier là người Argentina gốc Pháp. Bà được chú ý vì những diễn giải vũ đạo của mình, đặc biệt là trong vũ kịch Teatro Maipo trong những năm 1920 và 1930. Bà lần đầu tham gia diễn xuất vào năm 1935 trong bộ phim Buenos Aires Nights, đạo diễn bởi Manuel Romero và hai năm sau đó xuất hiện trong bộ phim Busco un marido para mi tees dưới sự chỉ đạo của đạo diễn Arturo S. Mom. Vào những năm 1930, bà có mối quan hệ tình cảm với diễn viên Pepe Arias, xuất hiện cùng anh trong phim Maestro Levita (1938).
Sau khi Arturo García Buhr kết thúc mối tình với Tita Merello, Olivier và Buhr trở thành một cặp đôi vào năm 1950. Bị chính quyền của Juan Perón theo đuổi vì kết án chính trị của cô, họ đã trốn sang Chile năm 1951 và định cư ở Uruguay trước khi trở về Argentina năm 1955 sau khi chính phủ Perón sụp đổ. Mối quan hệ của họ kết thúc bằng vụ tự sát của Buhr vào ngày 4 tháng 10 năm 1995.
Olivier đã chết vì những nguyên nhân tự nhiên ở Buenos Aires vào năm 1998. Bà được chôn cất trong đền thờ của SADAIC cho Hiệp hội Diễn viên Argentina tại Nghĩa trang Chacarita.